# Coelostoma phototropicum
Coelostoma phototropicum – gatunek chrząszcza z rodziny kałużnicowatych i podrodziny Sphaeridiinae. Występuje endemicznie w Chinach.

## Taksonomia
Gatunek ten opisany został po raz pierwszy w 2019 roku przez Jia Fenglonga, Roberta B. Angusa i Bian Dongju. Jako miejsce typowe wskazano miejscowość Beibeng w powiecie Motuo w chińskim Tybecie. Epitet gatunkowy oznacza „fototropiczny”, czyli przemieszczający się ku światłu, i nawiązuje do odłowienia materiału typowego w pułapkę świetlną.
W obrębie rodzaju Coelostoma gatunek ten zaliczany jest do podrodzaju Lachnocoelostoma, który w Chinach reprezentują również C. bifidum, C. coomani, C. gentilii, C. hajeki, C. hongkongense, C. horni, C. huangi, C. jaechi, C. jaculum, C. phallicum, C. tangliangi, C. transcaspicum, C. turnai, C. vagum oraz C. wui.

## Morfologia
Chrząszcz o owalnym, silnie wysklepionym ciele długości około 4,3 mm i szerokości 3,1 mm. Ubarwiony jest czarno z żółtawymi do rudobrązowych narządami gębowymi i czułkami, żółtawymi stopami oraz rudym owłosieniem spodu ciała. Głowa, przedplecze i pokrywy mają wierzch punktowany gęsto i umiarkowanie silnie, tylko po bokach pokryw punkty stają się silniejsze, ale nie układają się w rzędy. Czułki buduje dziewięć członów i wieńczy luźno zestawiona buławka. Tarczka jest niewiele dłuższa niż szeroka i punktowana tak jak przedplecze. Odnóża mają w tyle ud głębokie bruzdy do chowania goleni. Uda środkowej pary są gęsto owłosione, tylnej zaś rzadko punktowane. Żeberka na środku przedpiersia są umiarkowanie rozwinięte i formują ostry kolec przednio-środkowy. Wyrostek śródpiersia jest wyniesiony i ma kształt grotu strzały. Środkowa część zapiersia jest mocno wyniesiona i szeroko wnika między biodra środkowej pary, łącząc się z wyrostkiem śródpiersia. Odwłok jest na spodzie gęsto owłosiony. Pierwszy z widocznych jego sternitów (wentryt) ma tylko u samej podstawy wykształcone żeberko. Piąty z wentrytów ma na szczycie rząd tęgich szczecin i wykrojoną krawędź. Genitalia samca mają dość szeroki płat środkowy o prawie równoległych bokach i niemal ściętym wierzchołku. Poprzecznie owalny gonopor umieszczony jest na owym płacie przedwierzchołkowo. Paramery są nico dłuższe od płata środkowego, w wierzchołkowej ćwiartce zafalowane po stronie zewnętrznej i wyposażone w ząbek po stronie wewnętrznej, na wierzchołku ścięte.

## Ekologia i występowanie
Owad ten jest endemitem Chin, znanym wyłącznie z kilku stanowisk w powiecie Motuo w Tybecie. Spotykany był na wysokościach od 800 do 960 m n.p.m. Zasiedla wody słodkie i przyległe siedliska wilgotne, w tym mokrą ściółkę. Żeruje na organizmach roślinnych.